# Volkswagen Phaeton
Volkswagen Phaeton (type 3D) er en modelbetegnelse for en personbil i luksusklassen fra Volkswagen. Produktionen foregår i et joint venture mellem Volkswagenwerk Zwickau og Gläserne Manufaktur Dresden, hvor størstedelen af slutmontagen finder sted i hånden. Phaeton V6 TDI var i april 2007 verdens første luksusbil, som opfyldt Euro5.
Prototypen til bilmodellen præsenteredes for offentligheden på Frankfurt Motor Show 1999 som combi coupé under navnet "Concept D". Samtidig præsenteredes den nye V10-dieselmotor. Under udviklingen var Phaeton kendt under projektnavnet "D1", som også benyttedes som intern typebetegnelse for den første serie af Phaeton.

## Modelbetegnelsens oprindelse
Faeton var oprindeligt navnet på solguden Helios' søn. Som modelbetegnelse var navnet dog ikke nyt, men havde tidligere betegnet en byggemåde på en åben hestevogn og blev senere benyttet til en karrosseribyggeform. I 1915 introducerede luksusbilsfabrikanten Horch en Phaeton. I 1920'erne fremstillede det amerikanske firma Packard en personbil under dette navn, ligesom Škoda i 1930. Knyttet til Horch-traditionen valgtes denne modelbetegnelse til Volkswagens topmodel.

## Karakteristika
Volkswagen Phaeton har som firedørs sedan været på markedet siden maj 2002, og siden november 2002 også i lang version. Karakteristisk for Phaeton er dens luksuriøse interiør, det permanente firehjulstræk 4Motion samt nogle tekniske innovationer, som for eksempel:
- Den selvlysende nummerplade (som på efterfølgeren dog blev erstattet af en nummerpladebelysning med lysdioder)
- Den for hver enkelt passager individuelt justerbare klimaautomatik
- Den indtil videre højeste torsionsstivhed for et personbilskarrosseri
- En Bluetooth-biltelefon med SIM Access Profile (fordel: mekanisk tilknytning til bilen ikke nødvendig)
- Afstandsafhængig fartpilot med "omkredsovervågning" og aktivområde 0−200 km/t
- Vognbaneskiftassistent "SideAssist"
- Nøglefrit adgangs- og startsystem "Keyless Access"
- Elektrisk bagklapbetjening
- LED-dagkørelys

Platformen fra Phaeton danner ligeledes basis for Bentley Continental GT, Bentley Continental GTC samt Bentley Continental Flying Spur. Platformene til brug for Bentley bygges i Zwickau og sendes til Storbritannien, hvor de tre Bentley-modeller kompletteres.

## Motorer og tekniske specifikationer
Alle aktuelle motorer i Volkswagen Phaeton er som standard kombineret med det permanente firehjulstræk 4Motion samt luftaffjedringen Airmotion. Tidligere motorer har også fandtes med forhjulstræk og manuel gearkasse, hvilket gjorde at modellen var nødt til at have et længere overhæng foran. Phaeton findes ligeledes i en firepersoners og/eller forlænget udgave. Den først i år 2004 introducerede svageste motor − V6 TDI − fik salgstallene til at stige betydeligt og er nu den mest solgte version af Phaeton. V10 TDI udgik derimod i modelåret 2006 − fire år efter introduktionen − da den ikke kunne overholde den aktuelle udstødningsnorm uden partikelfilter, som i forbindelse med V10 TDI ikke kunne monteres under Phaeton-platformen. En alternativ løsning vil i følge koncernledelsen blive for dyr. Siden 2009 har et partikelfiltersystem kunnet eftermonteres på V10 TDI, hvorefter bilen kan tildeles den grønne miljømærkat til alle miljøzoner.
| Model         | Cylindre | Ventiler | Slagvolume cm³ | Max. effekt kW (hk) / omdr. | Max. drejningsmoment Nm / omdr. | 0-100 km/t sek. | Topfart km/t | Byggeår     |
| ------------- | -------- | -------- | -------------- | --------------------------- | ------------------------------- | --------------- | ------------ | ----------- |
| Benzinmotorer |          |          |                |                             |                                 |                 |              |             |
| V6            | 6        | 24       | 3189           | 177 (241) / 6200            | 315 / 2400                      | 9,4             | 239          | 2002 − 2008 |
| V6            | 6        | 24       | 3597           | 206 (280) / 6250            | 370 / 3500                      | 8,6             | 250          | 2008 −      |
| V8            | 8        | 32       | 4172           | 246 (335) / 6500            | 430 / 3500                      | 6,9             | 250          | 2002 −      |
| W12           | 12       | 48       | 5998           | 309 (420) / 6000            | 550 / 3000                      | 6,1             | 250          | 2002 − 2005 |
| W12           | 12       | 48       | 5998           | 331 (450) / 6050            | 560 / 2750 − 5200               | 6,1             | 250          | 2005 − 2011 |
| Dieselmotorer |          |          |                |                             |                                 |                 |              |             |
| V6 TDI        | 6        | 24       | 2967           | 165 (225) / 4000            | 450 / 1400                      | 8,8             | 234          | 2004 − 2006 |
| V6 TDI        | 6        | 24       | 2967           | 171 (233) / 4000            | 450 / 1400                      | 8,4             | 234          | 2007 − 2008 |
| V6 TDI        | 6        | 24       | 2967           | 176 (240) / 4000            | 500 / 1500 − 3500               | 8,3             | 237          | 2008 −      |
| V10 TDI       | 10       | 20       | 4921           | 230 (313) / 3750            | 750 / 2000                      | 6,9             | 250          | 2003 − 2006 |

## Facelifts

### GP1
I marts 2007 præsenteredes den faceliftede udgave af Phaeton for offentligheden. Det første store facelift (GP1) omfattede følgende nyheder:
- LED-dagkørelys
- Dynamisk og statisk kurvelys til bi-xenon-forlygterne
- DVD-navigationssystem
- Ny afstandsafhængig fartpilot med "Follow-to-Stop"-funktion samt omkredsovervågning "Front Assist"
- Vognbaneskiftassistent "Side Assist"
- Modifikation af V6 TDI: Effektstigning til 233 hk og reduceret brændstofforbrug
- Diskrete optiske fornyelser (kromliste på tågeforlygterne, kirsebærrøde baglygter)
- Bortfald af V10 TDI

### GP2
Det andet store facelift (GP2) kom på markedet i november 2008 med følgende nyheder:
- Multimedia-navigationssystem med touchscreen og standardmonteret 30 GB-harddisk til lagring af Mp3- og WMA-musikfiler
- Bakkamera "Rear Assist"
- Sminkespejl i taghimlen bagi standard på lang version
- Keramikbremser på W12-modellen
- Modifikation af V6 TDI: Effektstigning til 240 hk, reduceret brændstofforbrug samt opfyldelse af Euro5

### GP3
Det tredje store facelift (GP3) blev præsenteret på Auto China 2010 i Peking i april 2010. Officielt sælges den faceliftede model som "Den nye Phaeton".
Ændringerne er:
- Modificeret frontparti i det aktuelle Volkswagen-design, positionslys og kurvelys i LED
- Modificeret hækparti med nye LED-baglygter i "M-form" (fra midten af 2012 formørket)[5]
- Dynamisk fjernlysregulering "Dynamic-Light-Assist" (maskeret fjernlys)
- Færdselsskiltgenkendelse ved hjælp af multifunktionskamera i bakspejlsområdet
- LED-tågeforlygter
- Taghimmel tilgængelig i antracit
- Nye udvendige farver "Serpentino Gray" og "Deep Black"
- Modificeret ratdesign
- Mobiltelefonforbindelse også mulig ved hjælp af håndfri profil (fra modelår 2014 med integreret SIM-kortlæser[5]
- Radio-navigationssystem RNS 810 kan udvides med Google Maps
- Nye 18" alufælge "Experience" i sterlingsølv
- Reduceret brændstofforbrug for V6 TDI (8,5 l i stedet for 9,0 l efter EU-norm)
- Bortfald af W12-motor i Europa i midten af januar 2011 (produceres fortsat til Kina[6])